# 第29集团军 (俄罗斯陆军)
第29集团军，全称第29合成集团军（俄语：29-я общевойсковая армия）是俄罗斯陆军的一个集团军。

## 历史
前身为苏联陆军第29集团军，始建于1941年7月，隶属于莫斯科军区，参加了第二次世界大战对德作战。1943年2月解散。
中苏交恶时期，苏联于1970年重建了第29集团军，隶属于外贝加尔军区，总部位于乌兰乌德。1988年中苏关系缓和后，该集团军重组为第57军。
2010年俄罗斯联邦再次组建该集团军，隶属于东部军区，总部所在地为外贝加尔边疆区首府赤塔。
2024年3月4日，被授予“近卫”称号。